# 英雄本色 (1967年電影)
《英雄本色》（英語：The Story of a Discharged Prisoner，又譯：Upright Repenter）是一部1967年出品的香港電影，由龍剛執導，謝賢、王偉及石堅聯合主演。
而這部電影也成為了啟發吳宇森和徐克於1986年拍攝《英雄本色》的範本。
2005年，本片獲香港電影金像獎協會票選為「最佳華語電影一百部」之一。 2011年，本片獲香港電影資料館列入「百部不可不看的香港電影」之一。

## 故事大綱
李卓雄（謝賢飾）出獄後，決意改過自新，不再涉足江湖，為了不想拖累弟弟李志琛（王偉飾），一直隱瞞曾經入獄的事。但黑幫老大獨眼龍（石堅飾）見李卓雄不願意合作，便利用李志琛來逼迫卓雄就範。然而李卓雄依然意志堅決，最後為了保護李志琛的清白，獨自承擔一切再度入獄。

## 外部連結
- 香港影庫上《英雄本色》的資料（繁體中文）